# Väimela
Väimela es una localidad situada en el municipio de Võru, en condado de Võru, Estonia. Según el censo de 2021, tiene una población de 621 habitantes.
Está ubicada en el centro del condado, al sur de la frontera con el condado de Põlva.